# Grupo VDL
O Grupo VDL  é um grupo de empresas mineiro sediado em Belo Horizonte, fundado em 1973 pelo Sr. Jayro Luiz Lessa,  este conglomerado de empresas atuam na área de comércio de veículos comerciais da marca Mercedes-Benz, pneus Michelin, derivados de petróleo, siderúrgica, agro florestal, indústria têxtil e fomento empresarial.
A empresa é dirigida pelos empresários Jayro Luiz Lessa (Presidente), Luiz Gonçalves Lessa Júnior ,Rômulo Eustáquio Gonçalves Lessa  e Orosimar Valetim Fraga.
As empresas estão distribuídas nas cidades de Belo Horizonte, Sete Lagoas, Pedro Leopoldo, Governador Valadares, Teófilo Otoni, Uberlândia, Timóteo e Itabirito em Minas Gerais, Goiânia, em Goiás, e Barra do Garças, no Mato Grosso.
O Grupo VDL, com mais de 1.500 colaboradores no Brasil.

## Empresas do Grupo VDL
- Autosete Veículos e Peças[5]
- Cardiesel[5][6]
- Goiás Caminhões e Ônibus[5]
- Horizonte Têxtil[1]
- Mato Grosso Caminhões e Ônibus
- Posto do Jairo
- Teófilo Otoni Diesel[5]
- Uberlândia Caminhões e Ônibus[5]
- VADIESEL - Vale do Aço Diesel[5][7]
- Valadares Diesel[5]
- VDL Administração e Participações
- VDL Fomento Mercantil